# سزار ریتز
سزار ریتز (انگلیسی: César Ritz; ۲۳ فوریهٔ ۱۸۵۰ – ۲۴ اکتبر ۱۹۱۸) مدیر هتل سوئیسی و موسس چندین هتل همچون هتل ریتز پاریس و هتل ریتز لندن بود.